# Nenhum de Nós
Nenhum de Nós è il nome di un gruppo rock brasiliano fondato nel 1986 a Porto Alegre. La band ha finora tenuto 2.000 concerti e venduto 3 milioni di dischi in tutto il mondo.

## Storia
La band è stata fondata nel Rio Grande do Sul da Carlos Stein, in precedenza chitarrista del gruppo Engenheiros do Hawaii, insieme a due compagni di scuola delle elementari, il batterista Sady Homrich e il cantante-bassista Thedy Correa. Dopo soli sei spettacoli il gruppo ha attirato l'interesse di un produttore musicale di San Paolo e ha così registrato il primo album nel 1987, contenente la hit Camila, Camila.
Due anni dopo, nel 1989, è stato pubblicato l'album Cardume, nel quale è stata inclusa O Astronauta de Mármore, una versione in lingua portoghese di Starman di David Bowie.
Nel 1992 i Nenhum de Nós hanno vinto un MTV Video Music Award. Nello stesso anno è entrato nella band il polistrumentista Veco Marques. Nel 1996 si è aggiunto João Vicenti, virtuoso di piano, tastiere e fisarmonica. La band ha pubblicato 4 album dal vivo.
Nel 2024 è morto João Vicenti, a causa di un tumore renale.

## Formazione

### Membri attuali
- Thedy Corrêa, voce, bassista
- Veco Marques, polistrumentista
- Carlos Stein, chitarrista
- Sady Homrich, batterista

### Ex membri
- João Vicenti, pianista, tastierista, fisarmonicista

## Discografia

### Album in studio
- (1987) Nenhum de Nós
- (1989) Cardume
- (1990) Extraño
- (1992) Nenhum de Nós
- (1996) Mundo Diablo
- (1998) Paz e Amor
- (2001) Histórias Reais, Seres Imaginários
- (2005) Pequeno Universo
- (2011) Contos de Água e Fogo
- (2015) Sempre é Hoje

### Album dal vivo
- (1994) Acústico ao Vivo no Theatro São Pedro
- (2003) Acústico ao Vivo 2
- (2007) Nenhum de Nós a Céu Aberto
- (2013) Contos Acústicos de Água e Fogo